# Dustin Diamond
Dustin Neil Diamond (San Jose (Californië), 7 januari 1977 – Cape Coral, 1 februari 2021) was een Amerikaans acteur, muzikant, kindster en komiek.

## Carrière
De meest noemenswaardige rol van Diamond was de rol van de nerd Samuel 'Screech' Powers in Saved by the Bell. Hij heeft deze rol dertien jaar gespeeld, vanaf het begin in Good Morning, Miss Bliss (1988-1989) tot het einde in Saved by the Bell: The New Class (1994-2000).
Om verder te gaan met school werd Saved by the Bell: The College Years verzonnen en het merendeel van de cast ging studeren. Ze zaten niet alleen op dezelfde school, maar ze waren ook lid van dezelfde studentenvereniging, waar Powers nog meer blunders maakte. Na één seizoen werd er gestopt met The College Years en keerde Powers terug als assistent van meneer Belding op Bayside High. Dit deed hij totdat die serie in 2000 eveneens gestopt werd. Diamond was samen met Dennis Haskins jarenlang de enige die in Saved by the Bell en alle series eromheen (voorlopers, spin-offs) meespeelde. In de serie uit 2020 was hij echter niet te zien.

## Persoonlijk

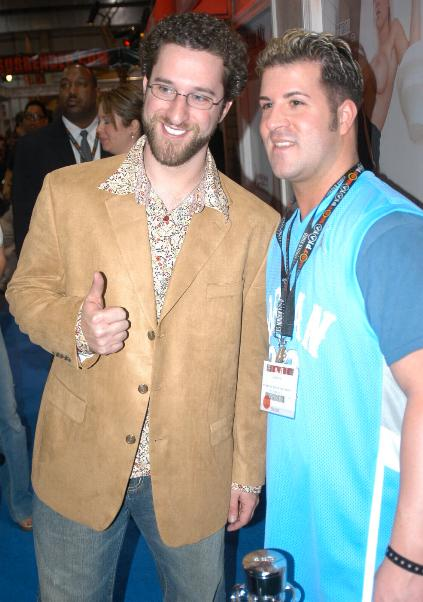
Dustin (links) in januari 2007

In juli 2008 sloot Diamond een contract met Gotham Books af. Hij zou een boek schrijven met daarin informatie over de liefdesrelaties tussen de spelers, het gebruik van drugs en de hardcore feestjes. Het boek werd voor het eerst uitgegeven in 2009 en heet Behind the Bell. Het boek verhaalt over een voormalige kindster en het tumult dat op de set van Saved by the Bell plaatsvond. Begin januari 2021 kreeg  Diamond de diagnose longkanker. Niet veel later overleed hij aan de gevolgen van deze ziekte.

### Schulden
In 2006 was Diamond te gast in een radioprogramma. Hier verklaarde hij dat hij vrijwel blut was en geen hypotheek kon afsluiten, omdat hij te weinig geld had.
Op 13 juni 2006 was hij te gast in The Howard Stern Show, waar hij vertelde binnen dertig dagen 250.000 dollar te moeten betalen. Als hij dat niet deed, raakte hij zijn huis in Port Washington kwijt, omdat hij nog achterstallige huur verschuldigd was. Diamond gaf zijn hypotheekadviseur de schuld. Om de kosten te dekken, besloot Diamond T-shirts te verkopen voor vijftien dollar per stuk met daarop de tekst "I paid 15 dollars to help Screeech [sic] save his house". Hij zou er hiervan 30.000 moeten verkopen. De extra 'e' in de naam Screeech was nodig omdat Diamond niet beschikte over de auteursrechten op de naam of het personage.
Op 14 augustus 2006 zou Diamond in een fondsenwervingsprogramma op televisie verschijnen om geld in te zamelen ter voorkoming van de executie van zijn huis, maar dit werd anderhalf uur voordat het programma live ging afgezegd, omdat het executieverhaal onvoldoende geloofwaardig werd gevonden en Dustin vreemd gedrag zou hebben vertoond.
Diamonds vriendin zou de organisatoren van het programma verteld hebben dat het verhaal over de executie een publiciteitsstunt was. Niet veel later verscheen Diamond weer op tv, in Mancow Morning Madhouse, en gaf hij toe dat het allemaal een grap was, maar dat de hypotheekadviseur hem wel had willen afzetten.
In maart 2009 werd Diamond gedagvaard, omdat hij meer dan tweeduizend dollar aan achterstallige betalingen aan gas en licht had uitstaan.

### Veroordeling
Tijdens de kerst van 2014 raakte hij weer in opspraak en belandde hij zelfs achter de tralies wegens het bezit van een stiletto en verstoring van de openbare orde.

### Ziekte en overlijden
Begin januari 2021 kreeg  Diamond de diagnose longkanker. Niet veel later overleed hij aan de gevolgen van deze ziekte.